# 錐結合
数学に現れる錐結合（すいけつごう、英: conical combination）とは、実ベクトル空間内の有限個のベクトル {\displaystyle x_{1},x_{2},\dots ,x_{n}\,} と、{\displaystyle \alpha _{i}\geq 0} を満たす実数 {\displaystyle \alpha _{i}\,} に対して、次の式で表されるベクトルのことを言う：
{\displaystyle \alpha _{1}x_{1}+\alpha _{2}x_{2}+\cdots +\alpha _{n}x_{n}.}
錐和（conical sum）や加重和（weighted sum）とも呼ばれる。
ベクトルの錐結合は（低次元の部分空間内のものである場合もあるが）錐を定義するという事実より、そのような呼称が与えられている。

## 錐包
与えられた集合 S に対するすべての錐結合の集合は、S の錐包（conical hull）と呼ばれ、cone (S) あるいは coni (S) と表記される。式で表すと
{\displaystyle \operatorname {coni} (S)={\Bigl \{}\sum _{i=1}^{k}\alpha _{i}x_{i}\;{\Big |}\;x_{i}\in S,\,\alpha _{i}\in \mathbb {R} ,\,\alpha _{i}\geq 0,i,k=1,2,\dots {\Bigr \}}}
となる。定義より、原点はすべての錐包に含まれる。
集合 S の錐包は凸集合である。実際、それは S を含むすべての凸錐の共通部分に原点を加えたものであるからである。S がコンパクト集合（特に、有限個の点の集合）であるなら、「原点を加える」という条件は必要なくなる。
原点を除いたとき、すべての係数をそれらの和で割ることで、錐結合は正の因子によってスケール化された凸結合であることが分かる。

平面において、ある円板の原点を通るような錐包は、その円板の原点での接線と、原点を加えた集合、すなわち開半平面である。

したがって「錐結合」あるいは「錐包」という呼び名は、より正確には「凸錐結合」あるいは「凸錐包」となる。さらに、原点を除いたときにすべての係数で割るという上述の注意は、射影空間において錐結合あるいは錐包は、凸結合あるいは凸包と見なすことが出来ることを意味する。
コンパクト集合の凸包は同様にコンパクトであるが、錐包に対してこれは成り立たない。そもそも錐包は非有界である。さらに錐包は、閉集合でないことすらあり得る。そのような反例として、原点を通る球面の錐包は、開上半平面に原点を加えたものとなる。しかしもし S が原点を含まず、空でないコンパクト集合であるなら、S の錐包は閉集合となる。